# Naturschutzgebiet Wennetal
Das Naturschutzgebiet Wennetal mit einer Größe von 94,5 ha umfasst die Wenne nördlich von Frielinghausen bis zur Gemeindegrenze von Eslohe (Sauerland). Das Gebiet wurde 2008 mit dem Landschaftsplan Eslohe durch den Hochsauerlandkreis als Naturschutzgebiet (NSG) ausgewiesen. Das Gebiet umfasst drei Teilflächen und liegt weitgehend im etwas größeren FFH-Gebiet DE 4715-301 Wenne.

## Gebietsbeschreibung
Das NSG umfasst die Flussstrecken der Wenne nördlich von Frielinghausen bis Bremke, nördlich von Bremke bis Berge und nördlich von Berge bis zur Gemeindegrenze. Die Wenne in den Ortslagen von Bremke und Berge gehört nicht zum NSG. Der Unterlauf der Salwey ab Sallinghausen bis zum Einlauf in die Wenne gehört ebenfalls zum NSG. Neben dem Fluss gehören meist die Flussauenbereiche zum NSG. Im Bereich großer Grünlandbereiche in der Aue wurden nur ein 25 m breiter Uferstreifen in NSG einbezogen.
Die Wenne im NSG ist meist strukturreich und mäandiert teilweise in der Aue. Sie weist Prall- und Gleithänge auf. Der Fluss hat ein natürliches Sohlsuptrat und weist Kolke auf. Die Wenne in NSG ist schnell fließend und zwischen drei und sieben Metern breit. Der Fluss ist bis auf Kolke meist flach mit steiniger Sohle.

## Tier- und Pflanzenarten im NSG
Im NSG kommen seltene Tier- und Pflanzenarten vor.
Im NSG brüten Eisvogel und Wasseramsel. Vogelarten wie Schwarzstorch und Rotmilan sind regelmäßige Nahrungsgäste. In Fluss sind Groppe und Bachneunauge zu finden. Auswahl weiterer vom Landesamt für Natur, Umwelt und Verbraucherschutz Nordrhein-Westfalen dokumentierter Tierarten im Gebiet: Bachforelle, Bachschmerle und Gebirgsstelze.
Auswahl vom Landesamt dokumentierter Pflanzenarten im Gebiet: Acker-Schachtelhalm, Ährige Teufelskralle, Aronstab, Bachbunge, Beifuß, Echte Kamille, Echte Nelkenwurz, Echtes Mädesüß, Flutender Wasserhahnenfuß, Frauenfarn, Gänseblümchen, Große Sternmiere, Großes Hexenkraut, Gundermann, Hain-Greiskraut, Kamm-Wachtelweizen, Kletten-Labkraut, Knoblauchsrauke, Knotige Braunwurz, Krauser Ampfer, Kriechender Hahnenfuß, Mauerlattich, Rainfarn, Rote Lichtnelke, Ruprechtskraut, Scharbockskraut, Schlangen-Knöterich, Schmalblättriges Weidenröschen, Spitzlappiger Frauenmantel, Sumpf-Dotterblume, Sumpf-Vergissmeinnicht, Ufer-Wolfstrapp, Wald-Engelwurz, Wald-Ziest, Waldmeister, Wasser-Minze, Wiesen-Kerbel, Wiesen-Schaumkraut und Wilde Möhre.

## Schutzzweck
Erhaltung und Optimierung eines arten- und strukturreichen Flusses. Schutz eines unverzichtbaren Ausbreitungsmediums für Arten der Fließgewässer. Laut Naturschutzgebiets-Ausweisung wurde das Gebiet zum Naturschutzgebiet ausgewiesen, um zur Sicherung des ökologischen Netzes Natura 2000 der EU im Sinne der FFH-Richtlinie und ferner zur Erhaltung und Entwicklung von Lebensgemeinschaften und Lebensstätten wildlebender, teils gefährdeter Arten, von Tier- und Pflanzenarten beizutragen. Wie bei allen Naturschutzgebieten in Deutschland wurde in der Schutzausweisung darauf hingewiesen, dass das Gebiet „wegen der Seltenheit, besonderen Eigenart und Schönheit des Gebietes“ zum Naturschutzgebiet wurde.

## Weblinks

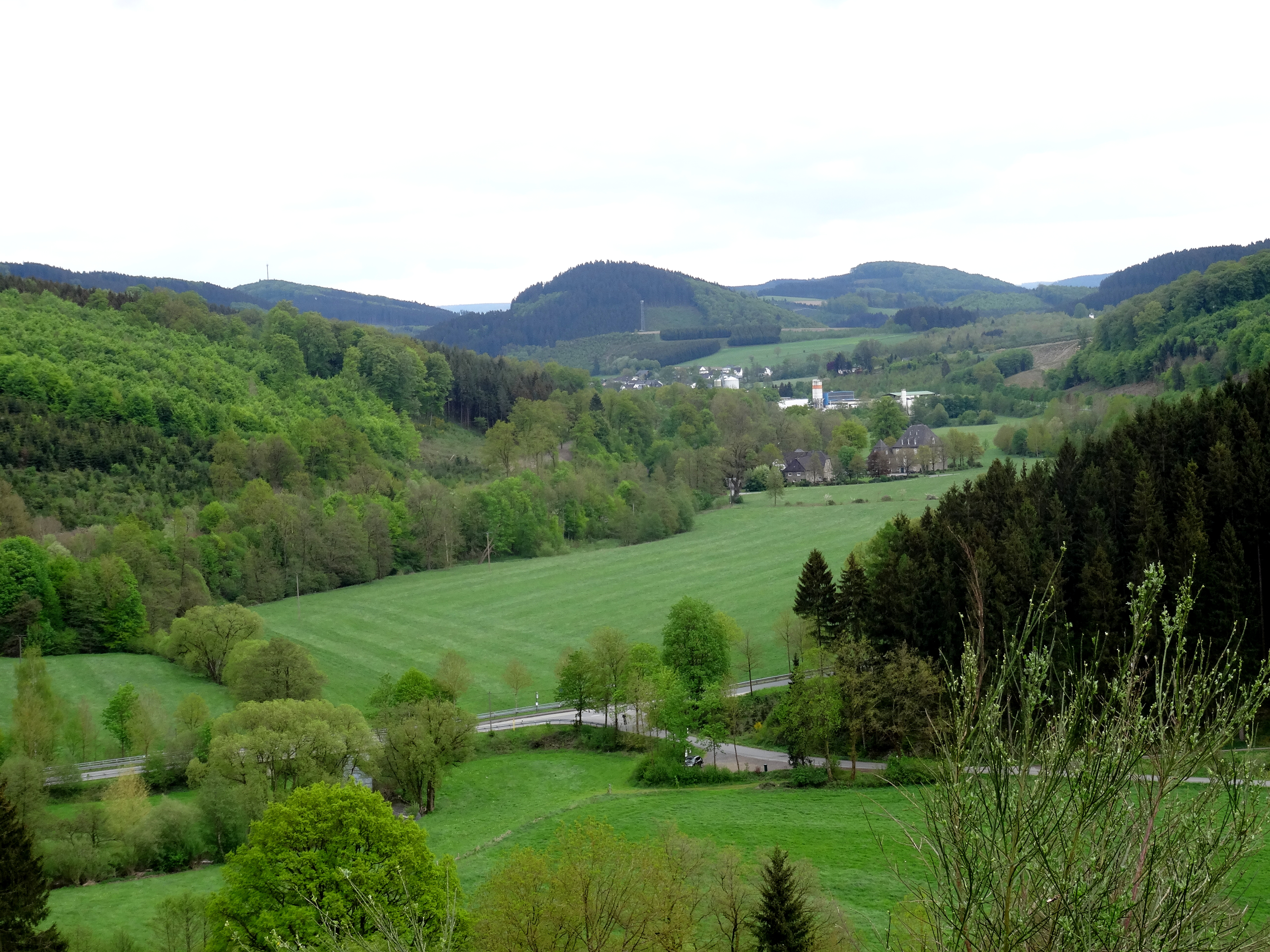
NSG bei Haus Wenne
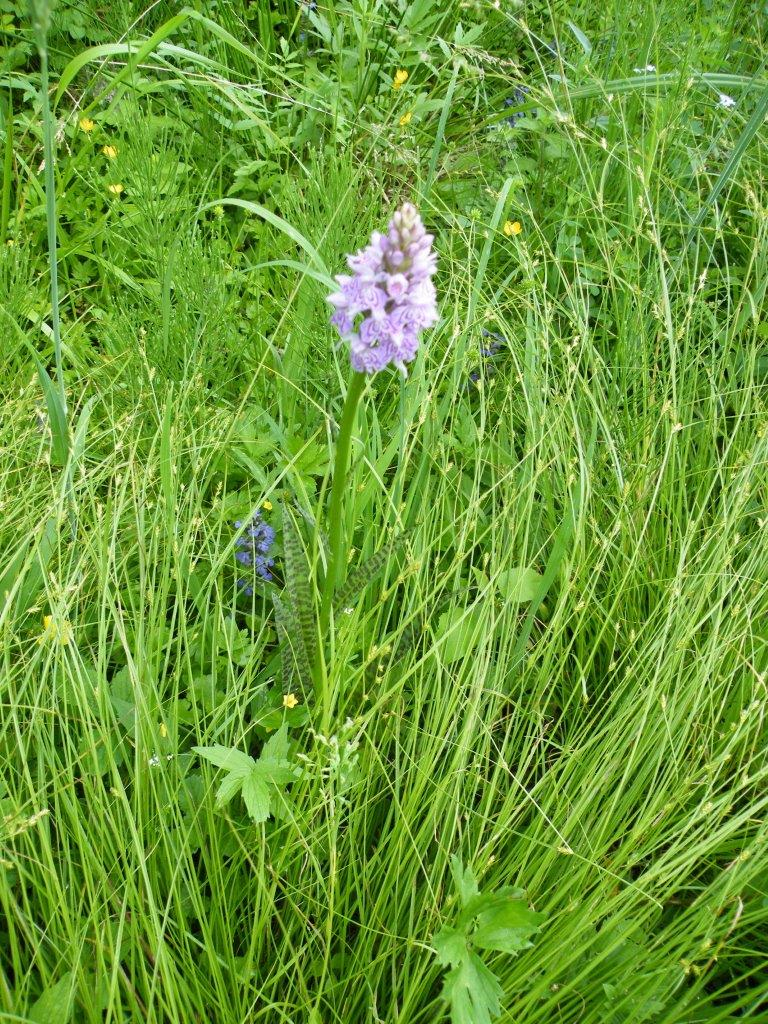
Fuchs’ Knabenkraut
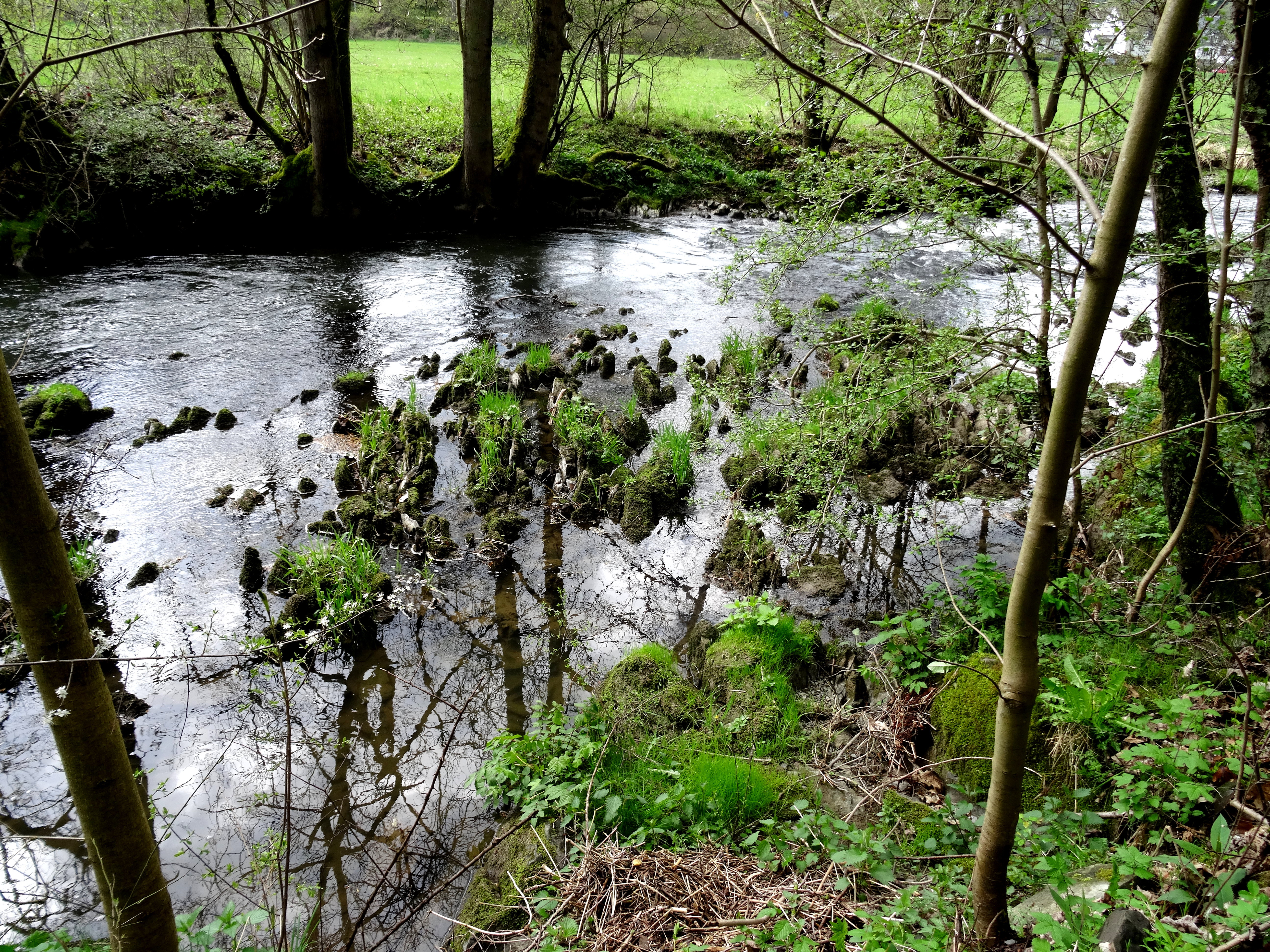
Wenne nördlich von Wenholthausen
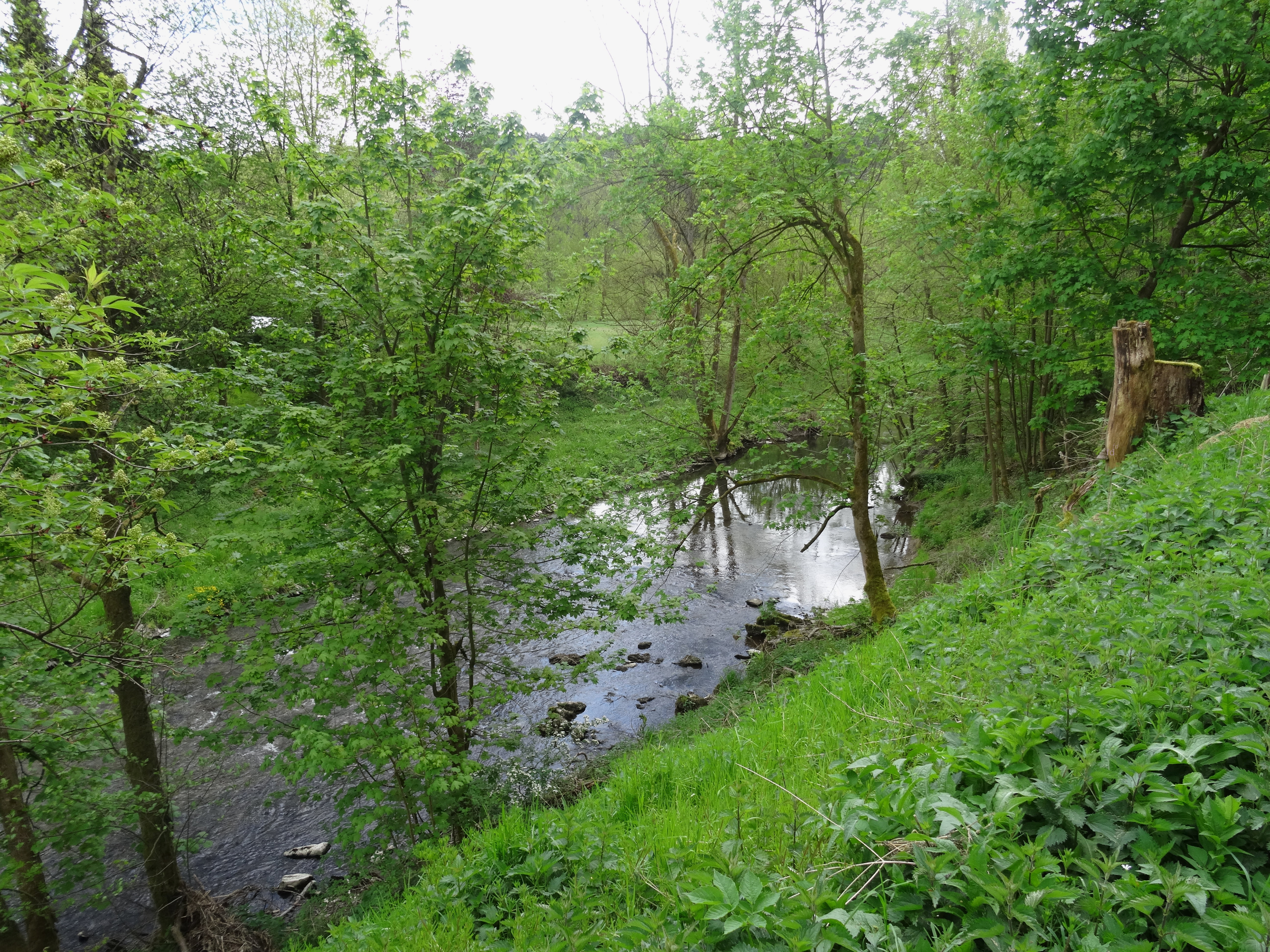
Wenne südlich von Wenholthausen